# バージニア (原子力ミサイル巡洋艦)
バージニア (USS Virginia, DLGN/CGN-38) は、アメリカ海軍の原子力ミサイル巡洋艦。バージニア級原子力ミサイル巡洋艦の1番艦。艦名はバージニア州に因み、その名を持つ艦としては5隻目。

## 艦歴

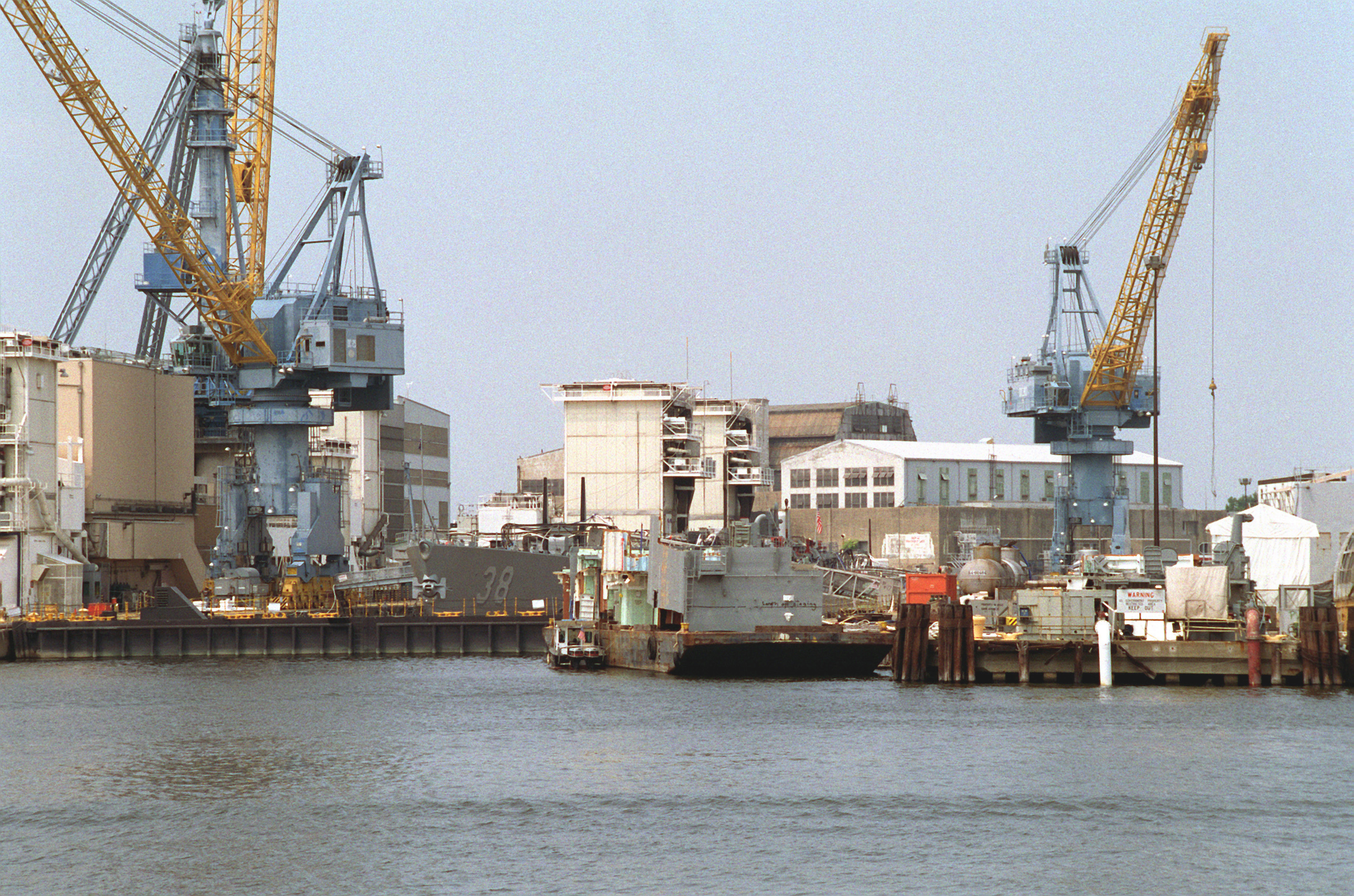
再利用プログラム開始前の核燃料除去のため、上部構造物を撤去され除去設備が装着されたCGN-38 バージニア

バージニアはバージニア州ニューポート・ニューズのニューポート・ニューズ造船所で1972年8月19日に起工する。1974年12月14日にバージニア・S・ウォーナー（ジョン・ウォーナー海軍長官の娘）によって命名、進水、当初はミサイルフリゲート DLGN-38 とされたが、1975年6月30日にミサイル巡洋艦に艦種変更され CGN-38 の船体番号を与えられた。1976年9月11日にジョージ・W・デイヴィス艦長の指揮下就役した。
就役後の半年間、バージニアは東海岸から西インド諸島への数度の巡航を行い就役後の試験及び整調訓練に従事した。1977年4月25日にノーフォーク海軍造船所入りし、5ヶ月間の整調後の信頼性試験を行う。9月28日に最終海上公試を終え、大西洋艦隊での作戦行動に入る。11月にはニューイングランドおよびカナダの沖合で対潜水観戦演習を行い、12月には西インド諸島へ戻り、大西洋艦隊の訓練海域でミサイル発射を行う。バージニアは同任務を12月13日に完了し、3日後に再びノーフォーク海軍造船所入りする。1978年に入ると1月半ばにバージニア岬沖の訓練海域で機材の試験を行う。1月28日にノーフォークを出航、フロリダ海岸沿いから西インド諸島で海軍作戦本部による一連の特別テストを行い、3月23日にノーフォークに帰還する。
その後バージニアは8月23日にNATOの演習、オペレーション・ノーザン・ウェディングに参加するため北ヨーロッパへ出航する。演習の目的は西ヨーロッパにおけるNATO軍に対する増援能力の試験であった。その配備期間にバージニアはノルウェーのオスロ、オランダのロッテルダム、イギリスのポーツマスを訪問した。ポーツマスを10月3日に出航し、ノーフォークには10月12日に到着した。11月16日にメキシコ湾での訓練演習に向かい、その間にアラバマ州モービルを訪問、その後プエルトリコのビエケス島で砲撃支援訓練を行う。12月6日および7日にセント・トーマス島を訪れ、12月11日に再びノーフォーク海軍造船所入りし、1979年前半に始まる予定の地中海配備の準備を開始する。
1980年にはインド洋に配備され、緊急のソナー・ドーム修理のためフィリピンに向かう。1983年に行われた3番目の地中海配備ではベイルートから哨戒を行い、レバノンへの300回に及ぶ5インチ砲の射撃を行う。ベイルートで発生したアメリカ海兵隊施設への自爆攻撃の際には緊急支援を行った。バージニアはその素速い展開で第六艦隊のトップ・ハンドとして讃えられた。1984年にはノーフォーク海軍造船所入りしオーバーホールを行う。オーバーホールではトマホーク・ミサイルシステムおよびスタンダードミサイル、ファランクス CIWSが増設され、海軍初の攻撃巡洋艦へ転換された。また、後部ヘリコプター格納庫およびエレベータは撤去された。
1990年12月にバージニアはオペレーション・デザート・シールドおよびデザート・ストームの支援のため地中海へ展開した。半年に及ぶ配備を地中海東部、イスラエル、レバノン、シリアの沖合で過ごし、バージニアは駆逐艦1隻と潜水艦2隻を含む第4攻撃グループを指揮した。1991年1月、地中海からイラクに向けて2発のトマホーク巡航ミサイルを発射する。その発射は戦闘に於いて発射されたトマホークの中で最も長距離の射程であった。バージニアはまた任務群の2隻の潜水艦から発射された4発のトマホークの指揮も行った。
クリントン政権における軍の予算削減に伴い、バージニアは1994年11月10日に退役、除籍された。その後、1999年3月31日に原子力艦再利用プログラムに基づき解体され、2002年9月25日に同プログラムは完了した。
バージニアのミサイル発射筒は現在、バージニア州ポーツマスのノーフォーク海軍造船所に展示されている。